# Italië op het Europees kampioenschap voetbal 2012

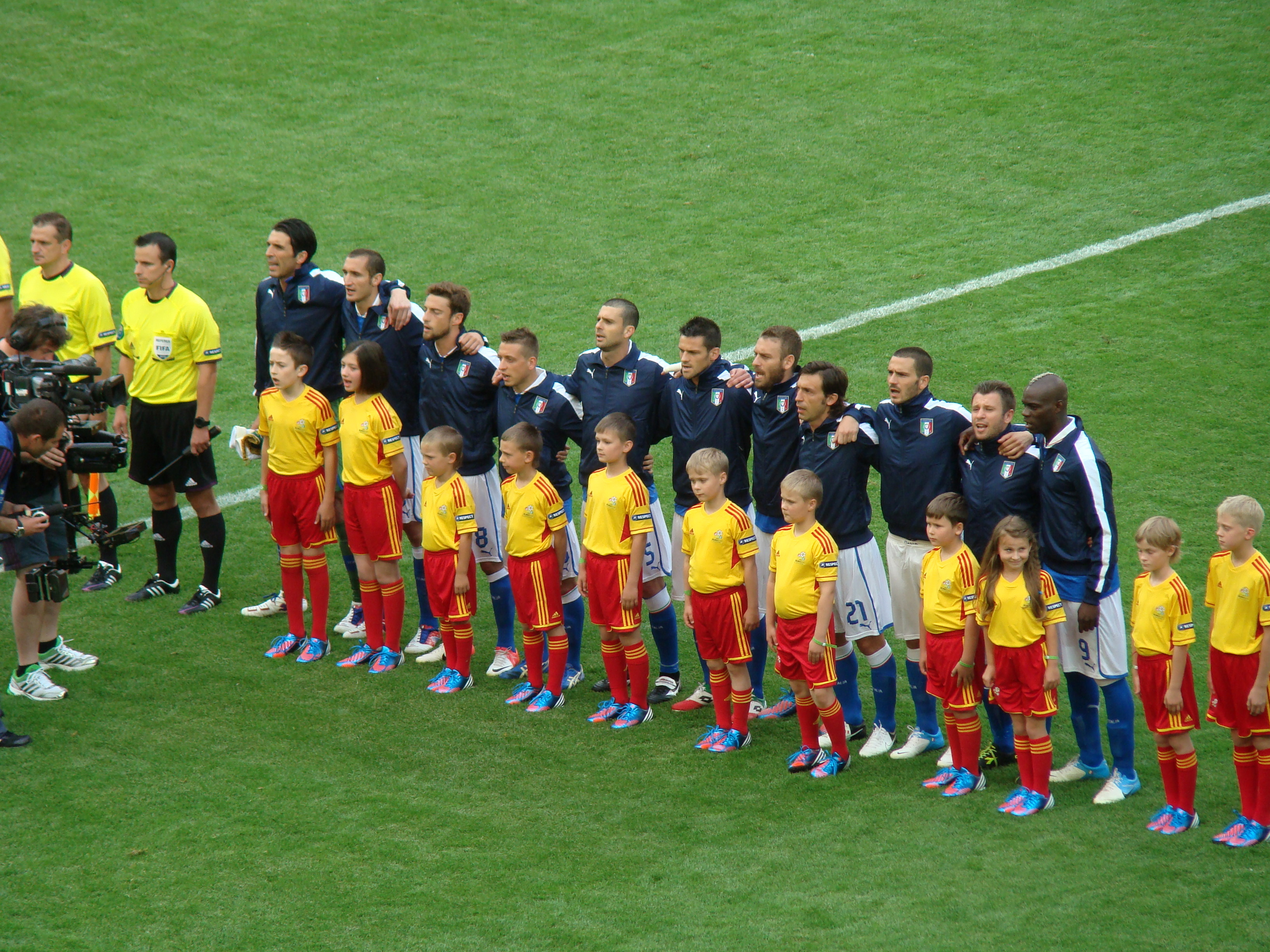
Italië voor aanvang van het duel tegen Spanje.

Italië was een van de deelnemende landen aan het Europees kampioenschap voetbal 2012 in Polen en Oekraïne. Het was de tweede deelname voor het land. Italië kwalificeerde zich voor het vorige EK in Zwitserland en Oostenrijk (in 2008). Daar strandden de Italianen in de kwartfinale. Ze verloren na een strafschoppenserie van Spanje. De bondscoach is Cesare Prandelli. Op 6 juni 2012 stond Italië op de 12e plaats op de FIFA-wereldranglijst, achter Chili.

## Kwalificatie
Italië was een van de 51 leden van de UEFA die zich inschreef voor de kwalificatie voor het EK 2012. Twee van die leden, Polen en Oekraïne, waren als organiserende landen al geplaatst. Italië werd ingedeeld in groep C als groepshoofd, samen met Servië (uit pot 2), Noord-Ierland (uit pot 3), Slovenië (uit pot 4), Estland (uit pot 5) en Faeröer (uit pot 6). De nummers 1 en 2 uit elke poule kwalificeerden zich direct voor het Europees kampioenschap.
Italië speelde tien kwalificatiewedstrijden, tegen elke tegenstander twee. In deze reeks scoorde het elftal 20 doelpunten en kreeg 2 tegendoelpunten. De ploeg plaatste zich met de eerste plaats direct voor het Europese kampioenschap.
| 3 september 2010 | Estland       | 1 - 2 | Italië        |
| 7 september 2010 | Italië        | 5 - 0 | Faeröer       |
| 8 oktober 2010   | Noord-Ierland | 0 - 0 | Italië        |
| 12 oktober 2010  | Italië        | 3 - 0 | Servië        |
| 25 maart 2011    | Slovenië      | 0 - 1 | Italië        |
| 3 juni 2011      | Italië        | 3 - 0 | Estland       |
| 2 september 2011 | Faeröer       | 0 - 1 | Italië        |
| 6 september 2011 | Italië        | 1 - 0 | Slovenië      |
| 7 oktober 2010   | Servië        | 1 - 1 | Italië        |
| 11 oktober 2010  | Italië        | 3 - 0 | Noord-Ierland |

| Land          | Wed | Win | Gel | Ver | DV | DT | +/- | Pnt |
| ------------- | --- | --- | --- | --- | -- | -- | --- | --- |
| Italië        | 10  | 8   | 2   | 0   | 20 | 2  | +18 | 26  |
| Estland       | 10  | 5   | 1   | 4   | 15 | 14 | +1  | 16  |
| Servië        | 10  | 4   | 3   | 3   | 13 | 12 | +1  | 15  |
| Slovenië      | 10  | 4   | 2   | 4   | 11 | 7  | +4  | 14  |
| Noord-Ierland | 10  | 2   | 3   | 5   | 9  | 13 | -4  | 9   |
| Faeröer       | 10  | 1   | 1   | 8   | 6  | 26 | -20 | 4   |

## Wedstrijden op het Europees kampioenschap
Italië werd bij de loting op 2 december 2011 ingedeeld in Groep C. Aan deze groep werden naast Italië Spanje, Ierland en Kroatië toegevoegd.

### Groep C
| Land    | Wed | Win | Gel | Ver | DV | DT | +/- | Pnt |
| ------- | --- | --- | --- | --- | -- | -- | --- | --- |
| Spanje  | 3   | 2   | 1   | 0   | 6  | 1  | +5  | 7   |
| Italië  | 3   | 1   | 2   | 0   | 4  | 2  | +2  | 5   |
| Kroatië | 3   | 1   | 1   | 1   | 4  | 3  | +1  | 4   |
| Ierland | 3   | 0   | 0   | 3   | 1  | 9  | -8  | 0   |

### Wedstrijden
|                         |              |       |               |                                                        |
| 10 juni 2012 18.00 MEZT | Spanje       | 1 – 1 | Italië        | PGE Arena Gdańsk, Gdańsk Scheidsrechter: Viktor Kassai |
| 10 juni 2012 18.00 MEZT | Fàbregas 64' |       | 60' Di Natale | PGE Arena Gdańsk, Gdańsk Scheidsrechter: Viktor Kassai |

|                         |           |       |               |                                                     |
| 14 juni 2012 18.00 MEZT | Italië    | 1 – 1 | Kroatië       | Stadion Miejski, Poznań Scheidsrechter: Howard Webb |
| 14 juni 2012 18.00 MEZT | Pirlo 39' |       | 72' Mandžukić | Stadion Miejski, Poznań Scheidsrechter: Howard Webb |

|                         |                           |       |         |                                                      |
| 18 juni 2012 20.45 MEZT | Italië                    | 2 – 0 | Ierland | Stadion Miejski, Poznań Scheidsrechter: Cüneyt Çakır |
| 18 juni 2012 20.45 MEZT | Cassano 35' Balotelli 90' |       |         | Stadion Miejski, Poznań Scheidsrechter: Cüneyt Çakır |

### Kwartfinale
|                         |                           |              |                                             |                                                     |
| 24 juni 2012 21.45 OEZT | Engeland                  | 0 - 0 (n.v.) | Italië                                      | NSK Olimpiejsky, Kiev Scheidsrechter: Pedro Proença |
| 24 juni 2012 21.45 OEZT |                           |              |                                             | NSK Olimpiejsky, Kiev Scheidsrechter: Pedro Proença |
| 24 juni 2012 21.45 OEZT | Strafschoppen             |              |                                             | NSK Olimpiejsky, Kiev Scheidsrechter: Pedro Proença |
| 24 juni 2012 21.45 OEZT | Gerrard Rooney Young Cole | 2 – 4        | Balotelli Montolivo Pirlo Nocerino Diamanti | NSK Olimpiejsky, Kiev Scheidsrechter: Pedro Proença |

### Halve finale

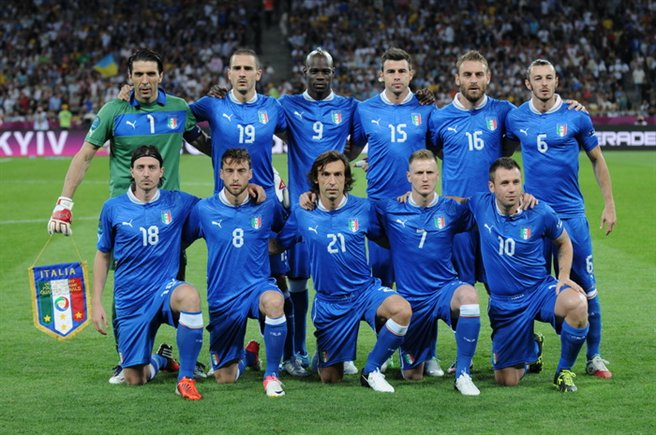
Het Italiaans elftal voor de finale

|                         |                   |       |                    |                                                             |
| 28 juni 2012 20.45 MEZT | Duitsland         | 1 – 2 | Italië             | Nationaal Stadion, Warschau Scheidsrechter: Stéphane Lannoy |
| 28 juni 2012 20.45 MEZT | Özil 90+2' (pen.) |       | 20', 36' Balotelli | Nationaal Stadion, Warschau Scheidsrechter: Stéphane Lannoy |

### Finale
|                        |                                        |       |        |                                                     |
| 1 juli 2012 21.45 OEZT | Spanje                                 | 4 – 0 | Italië | NSK Olimpiejsky, Kiev Scheidsrechter: Pedro Proença |
| 1 juli 2012 21.45 OEZT | Silva 14' Alba 41' Torres 84' Mata 88' |       |        | NSK Olimpiejsky, Kiev Scheidsrechter: Pedro Proença |

## Omkoopschandaal in het Italiaans voetbal
Het betaald voetbal in Italië kwam daags voor het Europees kampioenschap voetbal in opspraak vanwege een omkoopschandaal. Uiteindelijk zouden deze berichten ook de aanleiding zijn, dat onder andere Domenico Criscito uit de definitieve selectie van de Italiaanse ploeg werd gehouden. Ook in 2006 kwam het Italiaans voetbal in opspraak. In die zomer zou het Frankrijk verslaan tijdens de finale van het wereldkampioenschap voetbal 2006.

## Selectie
| No. | Naam                 | Club                | Positie      | W |   |   | D | A |   |   |   |
| --- | -------------------- | ------------------- | ------------ | - | - | - | - | - | - | - | - |
| 1   | Gianluigi Buffon     | Juventus FC         | Doelman      | 6 | 0 | 0 | 0 | 0 | 1 | 0 | 0 |
| 12  | Salvatore Sirigu     | Paris Saint-Germain | Doelman      | 0 | 0 | 0 | 0 | 0 | 0 | 0 | 0 |
| 14  | Morgan De Sanctis    | SSC Napoli          | Doelman      | 0 | 0 | 0 | 0 | 0 | 0 | 0 | 0 |
| 2   | Christian Maggio     | SSC Napoli          | Verdediger   | 3 | 1 | 0 | 0 | 0 | 2 | 0 | 0 |
| 3   | Giorgio Chiellini    | Juventus FC         | Verdediger   | 5 | 0 | 2 | 0 | 0 | 1 | 0 | 0 |
| 4   | Angelo Ogbonna       | Torino FC           | Verdediger   | 0 | 0 | 0 | 0 | 0 | 0 | 0 | 0 |
| 5   | Thiago Motta         | Paris Saint-Germain | Middenvelder | 5 | 2 | 2 | 0 | 0 | 2 | 0 | 0 |
| 6   | Federico Balzaretti  | US Palermo          | Verdediger   | 4 | 1 | 0 | 0 | 0 | 1 | 0 | 0 |
| 7   | Ignazio Abate        | AC Milan            | Verdediger   | 3 | 0 | 1 | 0 | 0 | 0 | 0 | 0 |
| 8   | Claudio Marchisio    | Juventus FC         | Middenvelder | 6 | 0 | 0 | 0 | 0 | 0 | 0 | 0 |
| 9   | Mario Balotelli      | Manchester City FC  | Aanvaller    | 6 | 1 | 3 | 3 | 0 | 2 | 0 | 0 |
| 10  | Antonio Cassano      | AC Milan            | Aanvaller    | 6 | 0 | 6 | 1 | 1 | 0 | 0 | 0 |
| 11  | Antonio Di Natale    | Udinese Calcio      | Aanvaller    | 5 | 3 | 2 | 1 | 0 | 0 | 0 | 0 |
| 13  | Emanuele Giaccherini | Juventus FC         | Middenvelder | 2 | 0 | 0 | 0 | 0 | 0 | 0 | 0 |
| 15  | Andrea Barzagli      | Juventus FC         | Verdediger   | 4 | 0 | 0 | 0 | 0 | 2 | 0 | 0 |
| 16  | Daniele De Rossi     | AS Roma             | Middenvelder | 6 | 0 | 1 | 0 | 0 | 2 | 0 | 0 |
| 17  | Fabio Borini         | AS Roma             | Aanvaller    | 0 | 0 | 0 | 0 | 0 | 0 | 0 | 0 |
| 18  | Riccardo Montolivo   | ACF Fiorentina      | Middenvelder | 4 | 1 | 2 | 0 | 1 | 1 | 0 | 0 |
| 19  | Leonardo Bonucci     | Juventus FC         | Verdediger   | 6 | 1 | 0 | 0 | 0 | 2 | 0 | 0 |
| 20  | Sebastian Giovinco   | Parma FC            | Aanvaller    | 2 | 2 | 0 | 0 | 0 | 0 | 0 | 0 |
| 21  | Andrea Pirlo         | Juventus FC         | Middenvelder | 6 | 0 | 0 | 1 | 2 | 0 | 0 | 0 |
| 22  | Alessandro Diamanti  | Bologna FC 1909     | Middenvelder | 3 | 3 | 0 | 0 | 1 | 0 | 0 | 0 |
| 23  | Antonio Nocerino     | AC Milan            | Middenvelder | 2 | 2 | 0 | 0 | 0 | 0 | 0 | 0 |

| W | Wedstrijden        |
|   | Invalbeurten       |
|   | Gewisseld          |
| D | Doelpunten         |
| A | Assists/Voorzetten |
|   | Gele kaarten       |
|   | 2 x geel = rood    |
|   | Rode kaarten       |

Groep A:  Polen ·  Griekenland ·  Rusland ·  Tsjechië
Groep B:  Nederland ·  Duitsland ·  Portugal ·  Denemarken
Groep C:  Spanje ·  Italië ·  Kroatië ·  Ierland
Groep D:  Oekraïne ·  Zweden ·  Frankrijk ·  Engeland
FIGC · A-internationals · Selecties · Bondscoaches · Italiaans vrouwenelftal · Olympisch elftal · Italië U21 · Italië U20 · Italië U19 · Italië U18 · Italië U17 · Italië U16 · Vrouwen U17
1910 – 1919 ·
1920 – 1929 ·
1930 – 1939 ·
1940 – 1949 ·
1950 – 1959 ·
1960 – 1969 ·
1970 – 1979 ·
1980 – 1989 ·
1990 – 1999 ·
2000 – 2009 ·
2010 – 2019 ·
2020 − 2029
EK's: 1968 · 
1980 · 
1988 · 
1996 · 
2000 · 
2004 · 
2008 · 
2012 · 
2016 ·
2020 ·
2024
WK's: 1934 · 
1938 · 
1950 · 
1954 · 
1962 · 
1966 · 
1970 · 
1974 · 
1978 · 
1982 · 
1986 · 
1990 · 
1994 · 
1998 · 
2002 · 
2006 · 
2010 · 
2014
OS: 1912 · 
1920 · 
1924 · 
1928 · 
1936 · 
1948 · 
1952 · 
1960 · 
1984 · 
1988 · 
1992 · 
1996 · 
2000 · 
2004 · 
2008
1911 · 
1912 · 
1913 · 
1914 · 
1915 · 
1916 · 1917 · 1918 · 1919 · 
1920 · 
1921 · 
1922 · 
1923 · 
1924 · 
1925 · 
1926 · 
1927 · 
1928 · 
1929 · 
1930 · 
1931 · 
1932 · 
1933 · 
1934 · 
1935 · 
1936 · 
1937 · 
1938 · 
1939 · 
1940 · 
1941 · 
1942 · 
1943 · 1944 · 
1945 · 
1946 · 
1947 · 
1948 · 
1949 · 
1950 · 
1952 · 
1952 · 
1953 · 
1954 · 
1955 · 
1956 · 
1957 · 
1958 · 
1959 · 
1960 · 
1961 · 
1962 · 
1963 · 
1964 · 
1965 · 
1966 · 
1967 · 
1968 · 
1969 · 
1970 · 
1971 · 
1972 · 
1973 · 
1974 · 
1975 · 
1976 · 
1977 · 
1978 · 
1979 · 
1980 · 
1981 · 
1982 · 
1983 · 
1984 · 
1985 · 
1986 · 
1987 · 
1988 · 
1989 · 
1990 ·
1991 · 
1992 · 
1993 · 
1994 · 
1995 · 
1996 · 
1997 · 
1998 · 
1999 · 
2000 · 
2001 · 
2002 · 
2003 · 
2004 · 
2005 · 
2006 · 
2007 · 
2008 · 
2009 · 
2010 · 
2011 · 
2012 · 
2013 · 
2014 · 
2015 · 
2016 · 
2017 ·
2018 ·
2019 ·
2020 ·
2021 ·
2022 ·
2023 ·
2024
Albanië ·
Algerije ·
Argentinië ·
Armenië ·
Australië ·
Azerbeidzjan ·
België ·
Bosnië en Herzegovina ·
Brazilië ·
Bulgarije ·
Canada ·
Chili ·
China ·
Costa Rica ·
Cyprus ·
DDR ·
Denemarken ·
Duitsland ·
Ecuador ·
Egypte ·
Engeland ·
Estland ·
Faeröer ·
Finland ·
Frankrijk ·
Georgië ·
Ghana ·
Griekenland ·
Haïti ·
Hongarije ·
Ierland ·
IJsland ·
Israël ·
Ivoorkust ·
Japan ·
Joegoslavië ·
Kameroen ·
Kroatië ·
Liechtenstein · 
Litouwen ·
Luxemburg ·
Malta ·
Marokko ·
Mexico ·
Moldavië ·
Montenegro ·
Nederland ·
Nieuw-Zeeland ·
Nigeria ·
Noord-Ierland ·
Noord-Korea ·
Noord-Macedonië ·
Noorwegen ·
Oekraïne ·
Oostenrijk ·
Paraguay ·
Peru ·
Polen ·
Portugal ·
Roemenië ·
Rusland ·
San Marino ·
Saoedi-Arabië ·
Schotland ·
Servië ·
Servië en Montenegro ·
Slovenië ·
Slowakije ·
Sovjet-Unie ·
Spanje ·
Tsjechië ·
Tsjecho-Slowakije ·
Tunesië ·
Turkije ·
Uruguay ·
Venezuela ·
Verenigde Staten ·
Wales ·
Wit-Rusland ·
Zuid-Afrika ·
Zuid-Korea ·
Zweden ·
Zwitserland
Argentinië (1982) · 
Australië (2006) · 
België (2016) · 
België (2021) · 
Brazilië (1970) · 
Brazilië (1982) · 
Brazilië (1994) · 
Costa Rica (2014) · 
Duitsland (2006) · 
Duitsland (2012) · 
Engeland (2012) ·
Engeland (2014) ·
Engeland (2021) ·
Frankrijk (2000) · 
Frankrijk (2006) · 
Frankrijk (2008) · 
Ghana (2006) · 
Hongarije (1938) · 
Ierland (2012) · 
Joegoslavië (1968) · 
Kameroen (1982) · 
Kroatië (2012) · 
Nederland (2008) · 
Nieuw-Zeeland (2010) · 
Oekraïne (2006) · 
Oostenrijk (2021) · 
Paraguay (2010) · 
Peru (1982) · 
Polen (1982, 1) · 
Polen (1982, 2) · 
Roemenië (2008) · 
Spanje (2008) ·
Spanje (2012, 1) ·
Spanje (2012, 2) ·
Spanje (2016) ·
Spanje (2021) ·
Tsjechië (2006) · 
Turkije (2021) · 
Uruguay (2014) · 
Verenigde Staten (2006) · 
Wales (2021) · 
West-Duitsland (1982) · 
Zweden (2016) · 
Zwitserland (2021)